# Павел из Левочи
Павел из Левочи (словац. Majster Pavol z Levoče) — средневековый резчик по дереву и скульптор, создатель многих деревянных алтарей. Основные свои произведения выполнил в городе Левоча (ныне Словакия).

## Биографические сведения

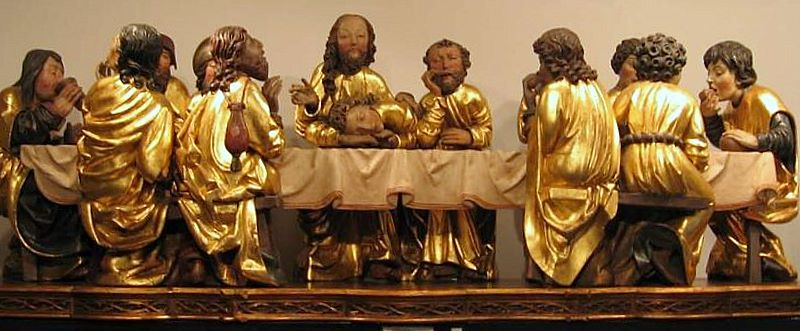
Тайная вечеря. Фрагмент алтаря церкви Святого Иакова в Левоче. Павел из Левочи

Ни точные даты рождения и смерти, ни место рождения, ни даже фамилия Павла из Левочи не известны, поскольку большая часть документов о нём была уничтожена во время пожара 1550 года в городском архиве Левочи. Предполагается, он родился между 1470 и 1480 годами. Считается, что он умер в период между 1537 годом (когда он упоминается в документах) и 1542 годом (когда упоминается его вдова) .
По предположениям историков, Павел начал работать в Кракове, затем работал Сабинове и Банской-Бистрице. Около 1500 года Павел поселился в Левоче, где женился на дочери влиятельного горожанина. В 1506 году он основал там свою художественную мастерскую. В 1527 году он стал членом городского совета Левочи. У скульптора было три дочери и сын. Известность пришла к Павлу из Левочи лишь после смерти. Даже историки искусств начали упоминать его имя только в 1870-х годах в дискуссии о создателе алтаря в Левоче.
Деревянный позднеготический алтарь церкви Святого Иакова в Левоче считается наиболее выдающимся образцом творчества скульптора. Он был изготовлен в мастерской Павла из Левочи в 1508-1510 годах и был окончательно закончен в 1517 году. Алтарь имеет размеры 18,6 м × 6,2 м. Одна часть алтаря украшена рельефами, другая — росписью по дереву. В алтаре находятся скульптуры Мадонны с младенцем, Святого Иакова и Иоанна Евангелиста, каждая из которых изготовлена из цельного куска липового дерева. Алтарь церкви Святого Иакова вместе с историческим центром Левоче занесён в список Всемирного наследия ЮНЕСКО.

## Произведения

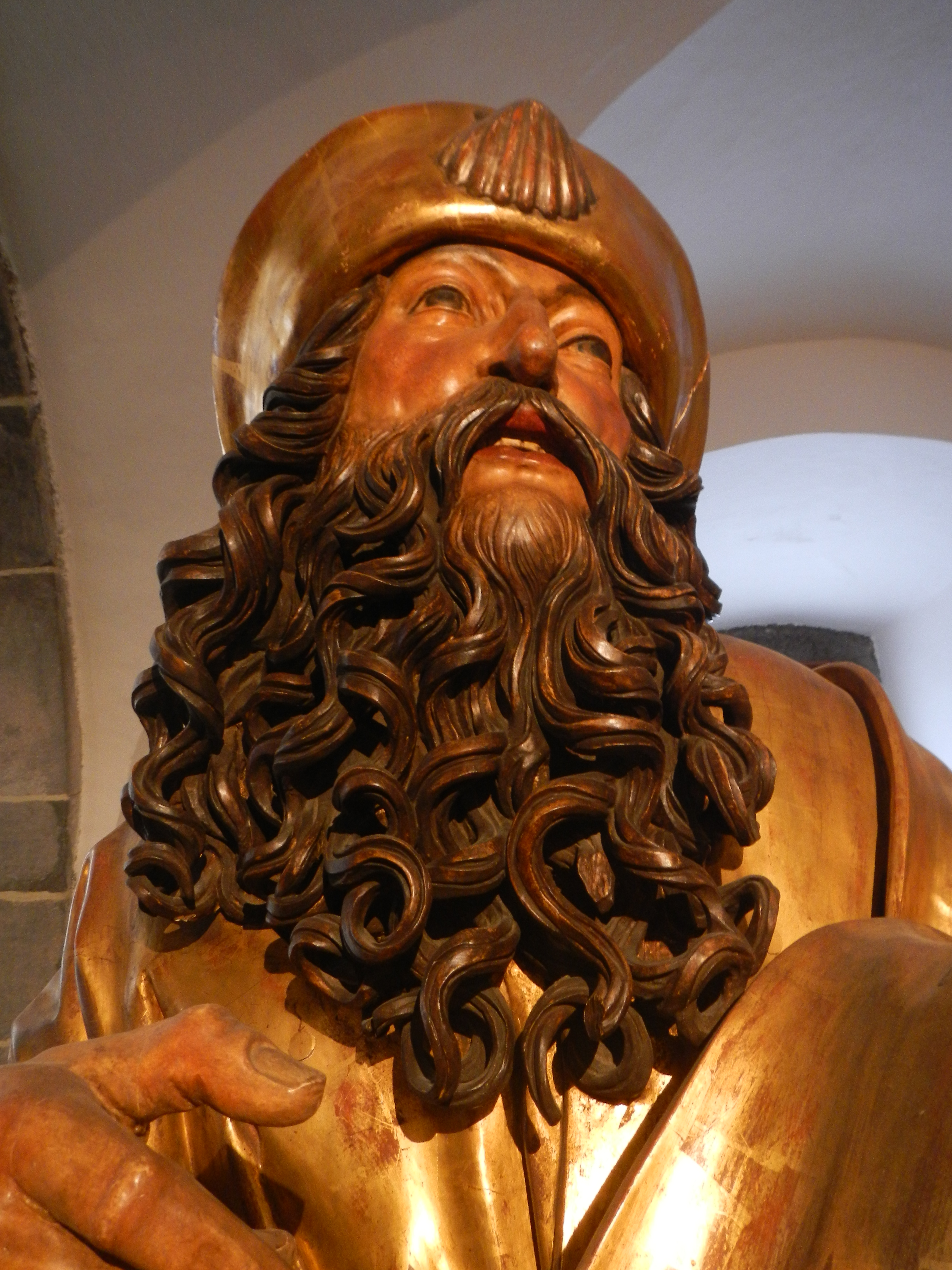
Святой Иаков. Статуя из алтаря церкви Святого Иакова в Левоче.

- Алтарь Святой Варвары в Банской-Бистрице;
- Алтарь Святого Георгия в Спишской-Соботе (сегодня часть Попрада)
- Алтари в Грабушице, в Хижном и Бардеёве.
- Деревянный позднеготический алтарь в церкви Святого Иакова в Левоче (1517, 18,62 м в высоту)
- Другие произведения его произведения находятся в следующих: Млиница, Любица, Спишска-Нова-Вес, Словенска-Вес, Сабинов, Хминяны, Липаны, Свиня, Околичне, Липтовски-Трновец, Липтовски-Микулаш.

## Ссылка
- Павел из Левочи в Немецкой национальной библиотеке.